# Parma (Nowy Jork)
Parma – miasto w Stanach Zjednoczonych, w stanie Nowy Jork, w hrabstwie Monroe.